# Coniopteryx (Coniopteryx) fitchi
Coniopteryx (Coniopteryx) fitchi is een insect uit de familie van de dwerggaasvliegen (Coniopterygidae), die tot de orde netvleugeligen (Neuroptera) behoort. 
Coniopteryx (Coniopteryx) fitchi is voor het eerst wetenschappelijk beschreven door Banks in 1895.